# Charles Friedel
Charles Friedel, francoski kemik in mineralog, * 12. marec 1832, Strasbourg, Francija, † 20. april 1899, Montauban, Francija.
Friedel je znan po alkilacijskih in acilacijskih Friedel-Craftsovih reakcijah, ki sta jih skupaj z Jamesom Masonom Craftsom odkrila leta 1877.

## Življenje
Med letoma 1850-1852 je študiral naravoslovje na Univerzi v Strasburgu. Po krajši prekinitvi je študij nadaljeval na Univerzi v Parizu. Od leta 1856 do 1870 je delal kot kustos mineraloške zbirke v École de Mines. V tem času je poglobil svoje znanje kemije pri Charlesu Adolphu Wurtzu v laboratoriju  École de Medicine. Leta 1860 je spoznal ameriškega kemika Jamesa Masona Craftsa. Po doktoratu leta 1869 je bil leta 1871 imenovan za predavatelja na École Normale. Leta 1869 je sledilo imenovanje za profesorja mineralogije na Univerzi v Parizu. Leta 1884 je po smrti Charlesa Adolpha Wurtza postal profesor organske kemije.
Od leta 1889 je bil tudi predsednik komisije za reformo nomenklature organske kemije.

## Znanstveni dosežki
- 1857-1866 je pojasnil strukturo ketonov (doktorska disertacija).
- Vzporedno z Aleksandrom Mihajlovičem Butlerovom je odkril sekundarne in terciarne alkohole.
- 1863-1870 je delal na področju kemijske valence in atomske mase silicija. V naslednjih letih je pripravil silicijeve spojine brez kisika.
- 1872 je iz izopropil alkohola sintetiziral glicerol.
- Leta 1877 je skupaj s Craftsom odkril alkiliranje in aciliranje aromatov s pomočjo anorganskih halidov (Friedel-Craftsove reakcije).
- Pojasnil je zgradbo mlečne kisline in pinakonov (pinakolona).
- Prvi je opisal minerale  vurcit (1861), adamin (1866) in delafosit (1873).[8]
- Poskušal je sintetizirati diamante.

## Družina
Friedlova družina je imela v štirih rodovih več slavnih znanstvenikov.
- Friedlov tast je bil inženir Charles Combes, glavni inšpektor francoskih rudnikov in direktor rudarske šole  l'école des Mines.[9]
- Sin Georges Friedel (1865–1933) je bil francoski kristalograf in mineralog.
- Vnuk Edmond Friedel (Georgesov sin, 1895–1972) je bil francoski politehnik in rudarski inženir.
- Pravnuk Jacques Friedel (Edmondov sin, 1921-2014) je bil francoski fizik.